# Armeni (argonauta)
Armeni (Armenios, Armenius) fou un argonauta, natiu de  Rodes o d'Armènion a Tessàlia, que segons la llegenda es va establir en un territori que es va dir Armènia a partir del seu nom.